# Bahnstrecke Patten Junction–Patten
| Gesellschaft: | zuletzt BAR          |                    |                    |
| Streckenlänge: | 9,1 km               |                    |                    |
| Spurweite: | 1435 mm (Normalspur) |                    |                    |
| |                      |                    |                    |
| Gleise: | 1                    |                    |                    |
| \| \| \| \| \| \| \| von Brownville \| \| \| \| Patten Junction ME \| \| \| \| nach St.-Leonard \| \| \| \| Patten ME \| |                      |                    |                    |
| |                      |                    |                    |
| Strecke |                      | von Brownville     | von Brownville     |
| Dienststation / Betriebs- oder Güterbahnhof                                                                              |                      | Patten Junction ME | Patten Junction ME |
| Abzweig ehemals geradeaus und nach rechts                                                                                |                      | nach St.-Leonard   | nach St.-Leonard   |
| Kopfbahnhof Streckenende (Strecke außer Betrieb)                                                                         |                      | Patten ME          | Patten ME          |

Die Bahnstrecke Patten Junction–Patten ist eine ehemalige Eisenbahnstrecke in Maine (Vereinigte Staaten). Sie war rund neun Kilometer lang und band die Kleinstadt Patten an die Bahnstrecke Brownville–Saint-Leonard an. Die normalspurige Strecke ist seit etwa 2000 stillgelegt.

## Geschichte
Die Hauptstrecke der Bangor and Aroostook Railroad (BAR), die 1893 eröffnet worden war, führte südlich an Patten vorbei, das jedoch aufgrund seiner Industrie gern einen Eisenbahnanschluss gehabt hätte. Aus diesem Grund gründeten lokale Geschäftsleute die Patten and Sherman Railroad, um eine Stichstrecke zu bauen. Die 9,1 Kilometer lange normalspurige Strecke zweigte in Patten Junction, wo später eine Siedlung entstand, von der Hauptstrecke ab und konnte am 1. September 1896 eröffnet werden.
Ab 1. Juli 1901 war die Strecke in Besitz der BAR, die die lokale Bahngesellschaft aufgekauft hatte. Die Personenzüge endeten stets in Sherman und verkehrten im Anschluss an die Züge auf der Hauptstrecke. Der Personenverkehr auf der Strecke endete etwa 1938, Güterverkehr gab es dank der am Ort ansässigen Industrie noch bis Ende der 1990er Jahre. Um die Jahrtausendwende wurde die Strecke schließlich stillgelegt.

## Streckenbeschreibung
Die Strecke zweigt in Patten Junction von der Hauptstrecke ab und verlief fast geradlinig östlich der Staatsstraße 11. Der Bahnhof in Patten befand sich am südlichen Stadtrand. Zwischenbahnhöfe oder Kunstbauten gab es nicht.

## Personenverkehr
Anfangs verkehrten drei werktägliche Zugpaare zwischen Sherman und Patten. Die Fahrzeit betrug 1913 etwa 20 Minuten. Ab etwa 1930 wurde das Angebot auf zwei Zugpaare ausgedünnt. Etwa 1938 übernahmen Busse die Verkehrsaufgaben.

## Anhang